# Butterfly Effect
«Butterfly Effect» (яп. バタフライエフェクト, «Эффект бабочки») — шестой мэйджор-сингл японской идол-группы Shiritsu Ebisu Chugaku. Вышел в Японии 4 июня 2014 года на лейбле Defstar Records.

## История
Сингл был издан на CD в трёх версиях: лимитированной «анимешной», лимитированной «йодельной» и обычной. Лимитированная «анимешная» версия, помимо собственно CD, включает DVD-диск с музыкальным видео к заглавной песне.
Сингл вышел 4 июня 2014 года и 8 июня побывал на 1 месте дневного чарта компании «Орикон». В недельном чарте «Орикона» сингл занял 3 место.
Заглавная песня сингла — «Butterfly Effect» — была открывающей песней аниме-сериала «Зарытое сокровище Нананы». Она заняла 1 место в чарте «Hot Animation» (специализированном чарте песен из аниме) японской версии журнала «Билборд».

## Состав
Shiritsu Ebisu Chugaku:
Рика Маяма, Аяка Ясумото, Айка Хирота, Мирэй Хосина, Рина Мацуно, Хината Касиваги, Кахо Кобаяси, Рико Накаяма

## Список композиций

### Лимитированная «Аниме-версия»
| №  | Название                                                                       | Длительность |
| -- | ------------------------------------------------------------------------------ | ------------ |
| 1. | «Butterfly Effect» (バタフライエフェクト)                                      |              |
| 2. | «Encore no Koi» (アンコールの恋)                                               |              |
| 3. | «Butterfly Effect (Anime Size ver.)» (バタフライエフェクト (アニメサイズver.)) |              |
| 4. | «Butterfly Effect (Less Vocal ver.)»                                           |              |
| 5. | «Encore no Koi (Less Vocal ver.)»                                              |              |

| №  | Название | Длительность |
| -- | --- | ------------ |
| 1. | «Butterfly Effect MUSIC VIDEO»                                                                                |              |
| 2. | «Опенинг аниме Nanana's Buried Treasure без титров» (『龍ヶ嬢七々々の埋蔵金』 ノンクレジットオープニング映像) |              |

### Лимитированная «Йодельная версия»
| №  | Название                                                                | Длительность |
| -- | ----------------------------------------------------------------------- | ------------ |
| 1. | «Butterfly Effect»                                                      |              |
| 2. | «Encore no Koi»                                                         |              |
| 3. | «Shiawase no Harigami wa Itsumo Senaka ni» (幸せの貼り紙はいつも背中に) |              |
| 4. | «Butterfly Effect (Less Vocal ver.)»                                    |              |
| 5. | «Encore no Koi (Less Vocal ver.)»                                       |              |
| 6. | «Shiawase no Harigami wa Itsumo Senaka ni (Less Vocal ver.)»            |              |

### Обычная версия
| №  | Название                                          | Длительность |
| -- | ------------------------------------------------- | ------------ |
| 1. | «Butterfly Effect»                                |              |
| 2. | «Encore no Koi»                                   |              |
| 4. | «Butterfly Effect (Less Vocal ver.)»              |              |
| 5. | «Encore no Koi (Less Vocal ver.)»                 |              |
| 6. | «Lovely Smiley Baby» (ラブリースマイリーベイビー) |              |

## Чарты
| Чарт (2014)                   | Наив. поз. |
| ----------------------------- | ---------- |
| Oricon Daily Singles Chart    | 1          |
| Oricon Weekly Singles Chart   | 3          |
| Billboard Japan Hot Animation | 1          |